# وجهات نظر المدرسة الفكرية حول الرأسمالية

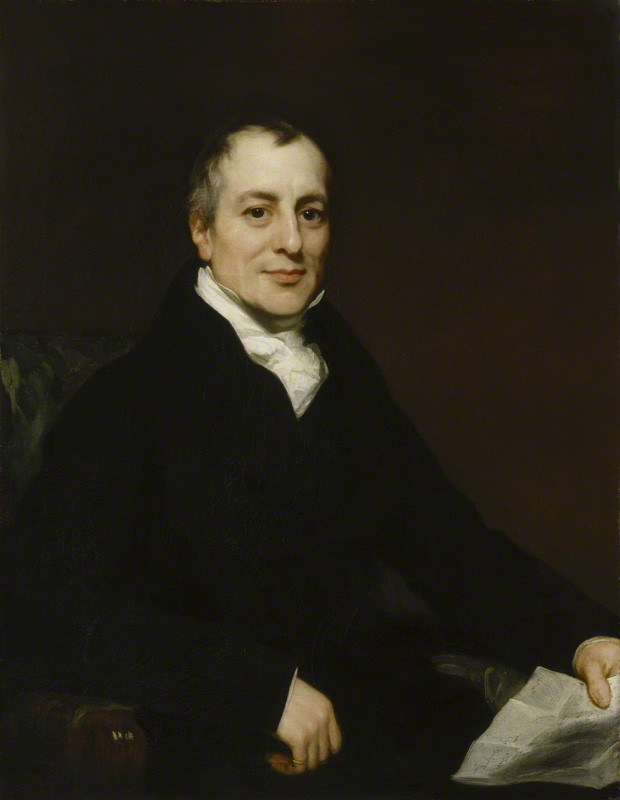

على مر التاريخ الحديث، تطورت مجموعة متنوعة من وجهات النظر حول الرأسمالية بناءً على مدارس فكرية مختلفة.

## نظرة عامة
كان آدم سميث من أوائل الكتاب ذوي السلطة والتأثير في هذا الموضوع من خلال كتابه ثروة الأمم، والذي يعتبر عمومًا بداية الاقتصاد الكلاسيكي الذي ظهر في القرن الثامن عشر. على عكس ذلك، اعتبر كارل ماركس أن الرأسمالية هي نمط إنتاج محدد تاريخيًا واعتبر الرأسمالية مرحلة من مراحل التنمية الاقتصادية التي ستتغير وتحل مكانها الشيوعية الخالصة. بالتزامن مع نقده للرأسمالية كان افتراض ماركس أن العمل المُسخّر سيُشكل القوة الدافعة وراء ثورة اجتماعية باتجاه اقتصاد من النمط الاشتراكي. بالنسبة لماركس، فإن هذه الدورة من الاجتثاث لقيمة الفائض من قبل أصحاب رأس المال أو البرجوازيين تصبح أساس الصراع الطبقي.
تتشابك هذه الحجة مع نسخة ماركس من نظرية قيمة العمل مؤكدةً أن العمل هو مصدر كل القيم وبالتالي مصدر الربح. اعتبر ماكس ويبر أن التبادل السوقي بدلًا من الإنتاج هو السمة المميزة للرأسمالية. على النقيض من مقابلاتها في أنماط النشاط الاقتصادي السابقة، كانت المشاريع الرأسمالية هي تبريرهم للإنتاج، موجهة نحو تعظيم الكفاءة والإنتاجية، اتجاهًا يؤدي إلى أسلوب اجتماعي للترشيد. وفقًا ويبر، فإن العمال في المؤسسات الاقتصادية ما قبل الرأسمالية فهموا العمل من حيث العلاقة الشخصية بين السيد والعامل الماهر في رابطة عمال، أو بين رب العمل والقروي في ضيعة إقطاعية.
يرى الاقتصاد المؤسَسي، الذي كان ذات يوم مدرسة الفكر الاقتصادي الأساسية في الولايات المتحدة، أن الرأسمالية لا يمكن فصلها عن النظام السياسي والاجتماعي المُضمّنة فيه. في أواخر القرن التاسع عشر، اختلفت المدرسة الألمانية التاريخية للاقتصاد مع المدرسة النمساوية الناشئة، التي كان يقودها آنذاك كارل مينغر. استمرت الأجيال اللاحقة من أتباع المدرسة النمساوية في التأثير على الفكر الاقتصادي الغربي خلال معظم القرن العشرين. أكد الاقتصادي النمساوي جوزيف شومبيتر، رائد مدرسة النمساوية للاقتصاد، على التدمير الإبداعي للرأسمالية -حقيقة أن اقتصاديات السوق تخضع لتغيير مستمر.
كان الاقتصاديان النمساويان لودفيج فون ميزيس وفريدريش هايك من بين أبرز المدافعين عن اقتصاد السوق ضد أنصار الاقتصاد الاشتراكي المخطط مركزيًا في القرن العشرين. من بين نقاشات ميزيس كانت مشكلة الحساب الاقتصادي، التي اقترحها ميزيس لأول مرة في عام 1920 ثم شرحها هايك مفصلًا في وقت لاحق. والمشكلة المشار إليها هي كيفية توزيع الموارد بطريقة عقلانية في الاقتصاد. إن حل السوق الحرة هو آلية الأسعار، حيث يستطيع الناس على المستوى الفردي أن يقرروا كيف ينبغي توزيع السلعة أو الخدمة بناءً على استعدادهم لتقديم المال مقابل الحصول عليها. ولقد زعم ميزيس وهايك أن رأسمالية السوق هي وحدها القادرة على إدارة اقتصاد معقد حديث.
في معارضة جزئية لهذا الرأي، زعم الاقتصادي البريطاني جون ماينارد كينيز في كتابه النظرية العامة للتوظيف، الفائدة والنقد لعام 1937 بأن الرأسمالية عانت من مشكلة أساسية في قدرتها على التعافي من فترات تباطؤ في الاستثمار. قال كينز إن الاقتصاد الرأسمالي يمكن أن يظل في حالة توازن غير محدد على الرغم من ارتفاع معدلات البطالة. حاول كينز تقديم حلول للعديد من مشكلات ماركس دون التخلي تماماً عن الفهم الكلاسيكي للرأسمالية. حاول عمله أن يُظهر أن التنظيم يمكن أن يكون فعالًا وأن المثبتات الاقتصادية يمكنها كبح جماح التوسعات العنيفة والركود الذي لم يكن ماركس راضيًا عنه.
سعت هذه التغييرات إلى خلق المزيد من الاستقرار في دورة الأعمال والحد من إساءة معاملة العمال. ويزعم الاقتصاديون الكينزيون أن السياسات الكينزية كانت أحد الأسباب الرئيسية التي أدت إلى تمكُّن الرأسمالية من التعافي في أعقاب أزمة الكساد الكبير.
تطوّر اقتصاد الموارد الجانبية أثناء سبعينيات القرن العشرين استجابةً للسياسة الاقتصادية الكينزية وبشكل خاص فشل إدارة الطلب في دعم استقرار الاقتصاديات الغربية أثناء الركود التضخمي في سبعينيات القرن العشرين في أثر أزمة النفط في عام 1973. واستند إلى مجموعة من الفكر الاقتصادي غير الكينزي، وخاصة تفكير المدرسة النمساوية في ريادة الأعمال والاقتصاد الكلاسيكي الجديد. ترجع الجذور الفكرية لاقتصاد الموارد الجانبية إلى العديد من المفكرين الاقتصاديين القدامى مثل ابن خلدون، وجوناثان سويفت، ودافيد هيوم، وآدم سميث، وألكسندر هاملتون. التوصيات السياسية النموذجية لاقتصاد الموارد الجانبية تتلخص في خفض معدلات الضرائب الهامشية وخفض القيود التنظيمية. تتحقق الفوائد القصوى من سياسة الضرائب من خلال تحسين معدلات الضرائب الهامشية لتحفيز النمو، ولو أنه من سوء الفهم الشائع أن اقتصاد الموارد الجانبية لا يهتم إلا بسياسة الضرائب عندما يتعلق الأمر بإزالة الحواجز أمام الإنتاج بشكل أكثر عمومًا.
اليوم، تعتمد أغلب الأبحاث الأكاديمية حول الرأسمالية في العالم الناطق باللغة الإنجليزية على الفكر الاقتصادي الكلاسيكي الحديث، فهو يفضل تنسيق السوق الشامل والأنماط المحايدة نسبيًا من تنظيم الأسواق الحكومية الهادفة للحفاظ على حقوق الملكية؛ تحرير أسواق العمل؛ حوكمة الشركات التي يهيمن عليها المُلاك الماليون للشركات؛ والأنظمة المالية التي تعتمد بشكل رئيسي على التمويل القائم على سوق رأس المال بدلاً من التمويل الحكومي.
أخذ ميلتون فريدمان العديد من المبادئ الأساسية التي وضعها آدم سميث والاقتصاديون الكلاسيكيون وأعطاهم نظرة جديدة. من الأمثلة على ذلك مقاله في إصدار سبتمبر عام 1970 من النيويورك تايمز، حيث يدّعي أن المسؤولية الاجتماعية للأعمال هي «استخدام مواردها والمشاركة في أنشطة تهدف إلى زيادة أرباحها... (من خلال) المنافسة المفتوحة والحرة دون خداع أو احتيال». وهذا يشبه حجة سميث بأن المصلحة الذاتية بدورها تعود بالنفع على المجتمع بأسره.
ساعد مثل هذا العمل في وضع الأسس اللازمة للتسويق المقبل (أو الخصخصة) لمؤسسات الدولة واقتصاد الموارد الجانبية لكل من رونالد ريغان ومارغريت تاتشر. تشتهر كلية شيكاغو للاقتصاد بدفاعها عن السوق الحرة وأفكارها النقديّة. وفقًا لفريدمان وغيره من الاقتصاديين النقديين، فإن اقتصاديات السوق مستقرة بطبيعتها إذا ما تُركت لمبدأ عدم التدخل وأن الكساد ينتج فقط عن تدخل الحكومة.